# Anne Lister
Anne Lister (Halifax, West Yorkshire, 3 d'abril de 1791—Kutaisi, Geòrgia, 22 de setembre de 1840) fou una terratinent benestant de Yorkshire (Anglaterra), escriptora, alpinista i viatgera. Al llarg dels anys escrigué uns diaris que explicaren tant la seva vida com les seves relacions lèsbiques, els seus problemes econòmics, les seves activitats industrials o les obres de millora de Shibden Hall, casa seva. Els diaris tenen més de 4.000.000 de paraules, una sisena part de les quals —aquelles que estaven relacionades amb les seves relacions amoroses i sexuals— foren escrites emprant un codi. El codi, que combina el grec antic i l'àlgebra, fou desxifrat durant la dècada de 1980. Lister és sovint considerada com la primera lesbiana moderna, no sols a causa de la seva autoconsciència, sinó també pel fet de viure obertament el seu lesbianisme. La seva parella l'anomenava Fred i els habitants de Halifax (West Yorkshire, Anglaterra), Gentleman Jack. Patí assetjament a conseqüència de la seva opció sexual i se sentí identificada amb les senyoretes de Llangollen, amb les quals es relacionava.

## Vida
Anne Lister pertanyia a la noblesa rural i dirigí la rehabilitació de Shibden Hall, prop de Halifax, a Yorkshire (Anglaterra), la casa que havia heretat del seu oncle, James Lister.
Anne era la filla gran de Jeremy Lister (1753—1836), que de jove havia servit l'any 1775 en el 10è regiment d'infanteria britànic que havia participat en les batalles de Lexington i Concord de la Guerra d'independència dels Estats Units. El mes d'agost de 1788 es casà amb Rebecca Battle (1770—1817) de Welton, Yorkshire. El primer fill del matrimoni, John, nasqué el 1789, però morí el mateix any. Anne Lister nasqué el 3 d'abril de 1791 a Halifax. L'any 1793 la família es traslladà a una propietat anomenada Skelfler House, a Market Weighton (Yorkshire, Anglaterra). Anne hi va passar la infantesa. L'any 1793 nasqué un altre fill, Samuel, que seria un bon amic d'Anne. Els Lister van tenir sis criatures, però només en van sobreviure dues: Anne i la seva germana petita Marian.
Entre 1801 i 1805, Lister fou educada a casa pel vicari de Market Weighton, George Skelding, i a set anys fou enviada a una escola dirigida per les senyoretes Hagues i Chettle a Agnesgate, Ripon. Quan visitava els seus oncles James i Anne a Shibden Hall també rebia classes de les senyoretes Mellin. L'any 1804 anà a estudiar a la Manor Hosue School de York, on conegué la seva primera parella, Eliza Raine (1791—1869). Eliza i la seva germana Jane eren filles d'un cirurgià de l'East India Company a Madras i s'havien establert a Yorkshire després de la mort del pare. Anne i Elizabeth es conegueren a l'edat de 13 anys i compartiren habitació a l'internat, però Anne va marxar al cap d'un parell d'anys. Eliza desitjava de viure amb Anne de gran, però Lister començà a tenir aventures amb altres alumnes de l'escola, com Isabella Norcliffe i Marianne Belcombe. Desesperada i frustrada, Eliza fou ingressada al centre psiquiàtric de Clifton, dirigit pel Dr. Belcombe, el pare de Marianne. Lister s'interessà per la literatura clàssica mentre estudiava a casa. En una carta del 3 de febrer de 1803, explica a la seva tia que "la biblioteca constitueix un gran plaer... La història de Grècia m'ha agradat molt".
La seva riquesa li permetia de viure amb una certa llibertat. Heretà la propietat familiar de Shibden Hall a la mort de la seva tia el 1836, però ja l'administrava des del 1826 i en treia uns beneficis considerables (en part gràcies als llogaters).
A més a més dels beneficis de les terres, Lister posseïa propietats a ciutat, participacions en empreses de ferrocarrils i de canals, així com en mines i pedreres. Anne invertia els guanys en les seves dues passions: Shibden Hall i els viatges pel continent europeu.
Segons algunes descripcions, Lister tenia una "aparença masculina"; una de les seves parelles, Marianne Lawton (de soltera Belcombe) s'avergonyia en un principi d'aparèixer en públic amb ella perquè la gent parlava del seu aspecte. Anava vestida de negre de cap a peus i es dedicava a activitats que no es consideraven pròpies d'una senyora, com ara explotar una mina de carbó. Alguns l'anomenaven Gentelman Jack. Lawton i Lister van ser parella uns quants anys, fins i tot durant l'època en què Lawton ja era casada i amb el consentiment del seu marit.
El casament sense efectes legals l'any 1834, fet excepcional a l'època, amb la rica hereva Ann Walker, a qui havia conegut dos anys abans, fou molt comentat. La parella visqué a Shibden Hall fins a la mort de Lister l'any 1840. La fortuna de Walker serví per fer millores a la casa així com al salt d'aigua i al llac de la finca. Lister rehabilità la casa d'acord amb els seus plànols. L'any 1838 feu afegir una torre gòtica a la casa i la convertí en la seva biblioteca particular. També feu excavar un túnel sota la casa per tal de permetre al servei de moure's sense fer nosa.
L'any 1830 Lister fou la primera dona que va pujar al mont Perdut als Pirineus. El 1838 tornà als Pirineus amb Walker i feu la primera ascensió oficial al Vinyamala (3.298 metres), per la qual cosa en aquesta zona muntanyenca se la coneixia com a Ann Lister o Lady Lister per aquest acompliment.

## Mort
Anne Lister morí a Kutaisi, Geòrgia, amb 49 anys, víctima d'unes febres mentre viatjava amb Ann Walker. Walker, que heretà Shibden Hall, feu embalsamar el cos de Lister i el feu repatriar al Regne Unit, on fou enterrat a l'església parroquial de Halifax, Yorkshire. Ann Walker morí el 1854 a Cliff Hill, la casa de la seva família, a Lightcliffe.
Al llarg de la seva vida, Lister fou una anglicana fervent. La seva família posseïa una cripta a l'església parroquial de Halifax, on el 28 d'abril de 1841 foren enterrades les seves despulles. Recentment s'ha descobert la seva làpida després que la tapessin l'any 1879. La tomba actual dels Lister es troba a l'església de Sta. Anna a Southowram; el polític John Lister, el primer que intentà de desxifrar els diaris, hi és enterrat.
Lister deixà la seva propietat a uns cosins paterns, però n'atorgà l'usdefruit a Ann Walker, que després de ser incapacitada fou ingressada a la institució del Dr. Belcombe i, atesa la seva situació, no va poder fer testament.
Al cap de quaranta anys, arran d'una disputa legal per la propietat de Shibden Hall, el Leeds Times afirmava que "encara tenia presents les singularitats masculines del tarannà de la senyoreta Lister".

## Diaris
Mentre vivia, Anne escrigué un diari de 4.000.000 de paraules. Al principi, l'any 1806, no eren sinó uns retalls de paper codificats que Lister i Eliza Raine s'enviaven, però s'acabaren convertint en 26 volums de quartilles que s'allarguen fins a la seva mort, el 1840. A banda que la seva lletra és extremadament difícil de desxifrar, al voltant d'una sisena part del diari fou encriptat amb un codi inventat per Lister i Eliza que barreja l'alfabet grec, el zodíac, la puntuació, els símbols matemàtics i que descriu de manera prou explícita, tant les seves relacions de parella com les estratègies que utilitzava per seduir. Altrament, també s'expliquen les seves impressions sobre el temps, els esdeveniments socials i polítics i els seus interessos empresarials. El diari no tracta tan sols del seu lesbianisme, sinó també de les seves vivències quotidianes, per la qual cosa representa una font d'informació detallada sobre els esdeveniments socials, polítics i econòmics de l'època.
El darrer habitant de Shibden Hall, John Lister (1847-1933) i Arthur Burrell, un amic seu, aconseguiren desxifrar el codi secret. Quan es descobrí el contingut dels fragments codificats, Burrell aconsellà John Lister de cremar els diaris. Lister no en va fer cas, però va amagar els diaris darrere d'una paret a Shibden Hall.
L'any 2011, els diaris d'Anne Lister foren afegits al registre del Programa Memòria del Món de la UNESCO. El registre explica que, a més a més d'un testimoni d'un gran valor sobre l'època, "allò que fa únic aquest diari és la descripció extensa i honesta d'una vida lesbiana i les observacions sobre la seva pròpia natura han contribuït a formular i encara continuen formulant la direcció dels estudis de gènere al Regne Unit i la història de les dones".

## Recerca
L'obra de Dorothy Thompson i de Patricia Hughes cap a final de la dècada dels anys vuitanta permeté de descobrir els primers diaris de joventut de Lister i de desxifrar els seus dos altres codis. Hughes es va autopublicar el llibre Anne Lister's Secret Diary for 1817 (2006) i The Early Life of Miss Anne Lister and the Curious. Tale of Miss Eliza Raine (2010), tant l'un com l'altre fan servir una documentació abundant present als arxius de Lister com ara cartes, diaris i material auxiliar.
Helena Whitbread publicà alguns dels diaris en dos volums (1988 i 1992). Al principi, es va creure que eren apòcrifs atesa la seva natura explícita, però s'ha demostrat amb proves fefaents que eren autèntics. El 1994 va aparèixer una biografia de Jill Liddington. El 2014 Shibden Hall acollí una conferència dedicada a la vida de Lister, així com al gènere i a la sexualitat al s. XIX. L'any 2017 Angela Steidele va publicar una biografia en alemany.

## Cultura popular
El 1994 el primer episodi de la sèrie de la BBC 2 A Skirt Through History titulat A Marriage presentava Julia Ford en el paper d'Anne Lister i Sophie Thursfielden en el paper de Marianne Belcombe.
L'any 2010 la BBC 2 emeté una producció basada en la vida de Lister The Secret Diaries of Miss Anne Lister, amb Maxine Peake en el paper protagonista. El documental Revealing Anne Lister, presentat per Sue Perkins, és emès el 31 de maig de 2010 a la BBC 2.
L'any 2012 el duo de folk Belinda O'Hooley i Heidi Tidow van gravar una cançó inspirada en Anne Lister, anomenada Gentleman Jack.
La sèrie titulada Gentleman Jack, que HBO i BBC One han emés el 2019, està inspirada en els seus diaris.